# Alfredo Ruben
Alfredo Ruben (n. el 26 de mayo de 1920 en Lisboa, fallecido el 26 de septiembre de 1975 en Londres) fue un escritor, crítico literario, ensayista e historiador portugués. Su nombre real era Alfredo Andresen Leitão. También usaba el seudónimo Ruben A.

## Carrera
Fue profesor de colegio secundario. Entre 1947 y 1951 se desempeñó como catedrático en el King´s College de Londres. En 1954 comenzó a trabajar en la embajada de Brasil en Lisboa, puesto que ocupó hasta 1972.
De 1972 a 1974 ocupó los cargos de administrador de la Imprenta Nacional - Casa de la Moneda y director general de los Asuntos Culturales del Ministerio de Educación y Cultura. También fue profesor asociado de la Universidad de Oxford.

## Obra
- 1949 a 1970 Páginas (6 volúmenes, diarios que versan sobre la vida cotidiana).
- 1959 Caranguejo.
- 1960 Cores.
- 1961 Cartas de D. Pedro V aos seus Contemporâneos.
- 1964 O Mundo à Minha Procura (autobiografía).
- 1965 A Torre da Barbela.
- 1966 O Outro que era Eu.
- 1973 Silêncio para 4 (novela).
- 1982 Kaos (novela, publicación póstuma).

Estudió la vida del rey de Portugal Pedro V.